# Mobilització
|  | Per a altres significats, vegeu «mobilització espontània». |

Una mobilització és la posada a punt de recursos militars (humans, militars, industrials, agrícoles, naturals, tecnològics, científics, o de qualsevol altre tipus) perquè un país aconsegueixi la seva màxima capacitat militar. La mobilització pot ser parcial o total segons la intensitat del conflicte (guerra de baixa intensitat vs. guerra total).
Aquestes són les mesures típiques en una mobilització d'un país:
- Cridar als reservistes a files.
- Fer lleva de ciutadans.
- Militaritzar la producció industrial.
- Aplicar el codi de justícia militar entre altres mesures.

Al final d'una guerra es procedeix a la desmobilització per tornar a una economia civil.

## Mobilitzacions en la història
- Primera Guerra Mundial: Aproximadament es van mobilitzar 66.000.000 soldats (44.000.000 Aliats i 22.000.000 dels Imperis Centrals)
- Segona Guerra Mundial: Aproximadament es van mobilitzar 84.000.000 soldats.
- Guerra Civil Espanyola: Aproximadament es van mobilitzar 3.000.000 soldats. (1,26 milions pel bàndol nacional i 1,75 pel bàndol republicà